# Utenio stadionas
Utenio stadionas – wielofunkcyjny stadion w Ucianie, na Litwie. Obiekt może pomieścić 3000 widzów. Swoje spotkania na stadionie rozgrywają piłkarze klubu Utenis Uciana. W latach 2003, 2014 i 2019 na stadionie rozgrywano finały piłkarskiego Pucharu Litwy.